# Hyacinthuset
Hyacinthuset är ett svenskt popband som ursprungligen bestod av Pär Mauritzson, Mikael Höglund och Henrik Erdalen (f. Magnusson).
Bandet hette inledningsvis Hyacint House och hade sitt ursprung i gruppen Art Division. (Art Divisions ursprungliga medlemmar var för övrigt Henrik Erdalen (f. Magnusson), Hans Widell och Peer-Egil Börretzen, efter ett tag anslöt Pär Mauritzson på sång och senare tillkom Peter Gottlieb.)
1992 gav Hyacinthuset ut 7" singeln Pappbåt. Emellanåt medverkade fler i bandet, bl.a. Peter Stalefors. Flera av dessa gick sedan, tillsammans med Mauritzson, vidare och bildade Cirkus Miramar, där flera av Hyacinthusets låtar återanvändes, några helt och hållet, några bara delvis.
En del av texterna finns med i Mauritzsons diktsamling Minnen från de blindas galleri från 1988.
På Hyacinthuset EP “När det är dags att vila” medverkar Pär Mauritzson (grafik) och Henrik Erdalen (musik). 
Bandnamnet är hämtat från låttiteln "Hyacinth House" av The Doors.